# Scott Armstrong (catch)
Pour les articles homonymes, voir Scott Armstrong et Armstrong.
Joseph James, Jr. (né le 4 mai 1961 à Marietta en Géorgie), plus connu sous le nom Scott Armstrong, est un arbitre de catch, qui a notamment travaillé à la World Wrestling Entertainment (WWE).

## Carrière dans le catch

### Débuts
Joseph commence le catch en 1983, dans la fédération Southeastern Championship Wrestling (en), sous le nom de Scott Armstrong. Il catche ensuite essentiellement en Géorgie et en Alabama, mais il travaille aussi pour la Jim Crockett Promotions (en) et la World Championship Wrestling (WCW), où il forme une équipe appelée « The James Boys » avec son frère Steve. Il catche également un temps au Japon. 
De 1992 à 2001, il travaille à la WCW, commençant en tant que catcheur mais passant les neuf derniers mois à arbitrer des matchs.
Il catche également à la Smoky Mountain Wrestling sous le nom de Dixie Dy-no-mite, et travaille à la Total Nonstop Action Wrestling en tant qu'arbitre.

### World Wrestling Entertainment (2006-2010)
Armstrong apparaît pour la première fois en arbitre face (gentil) à la WWE le 28 juillet 2006, dans la division WWE SmackDown, où il arbitre un match pour le Championnat des États-Unis entre Finlay et William Regal. En août 2006, il est embauché en tant qu'arbitre à plein temps dans la division ECW. Il en devient le principal arbitre après que Mickie Henson (en) ait été transféré à Smackdown. Lors de WrestleMania XXIV, il est le seul arbitre issu de l'ECW. Lors du pay-per-view SummerSlam, le 17 août 2008, il arbitre un Hell in a Cell match entre Edge et l'Undertaker. Il est ensuite transféré à Smackdown, mais en novembre 2008, les arbitres ne sont plus obligés d'être rattachés à une division particulière. À l'occasion de WrestleMania XXV, le 5 avril 2009, Armstrong arbitre le main event entre Triple H et Randy Orton pour le Championnat de la WWE.
Le 13 septembre 2009, lors du pay-per-view Breaking Point, il est impliqué dans une storyline où il tient une attitude controversée durant le match opposant CM Punk à l'Undertaker pour le Championnat du monde poids-lourds. En effet, Armstrong fait sonner la cloche annonçant la fin du match et déclare CM Punk vainqueur, bien que l'Undertaker n'ait pas perdu par soumission. Le 30 octobre 2009, il affronte CM Punk à Smackdown mais perd dans un squash match. La semaine suivante, Armstrong compte trop rapidement le tombé fait par R-Truth sur CM Punk, coûtant la victoire à ce dernier.
Le contrat d'Armstrong avec la WWE se termine le 26 février 2010.

### Retour à la World Wrestling Entertainment (2011-2022)

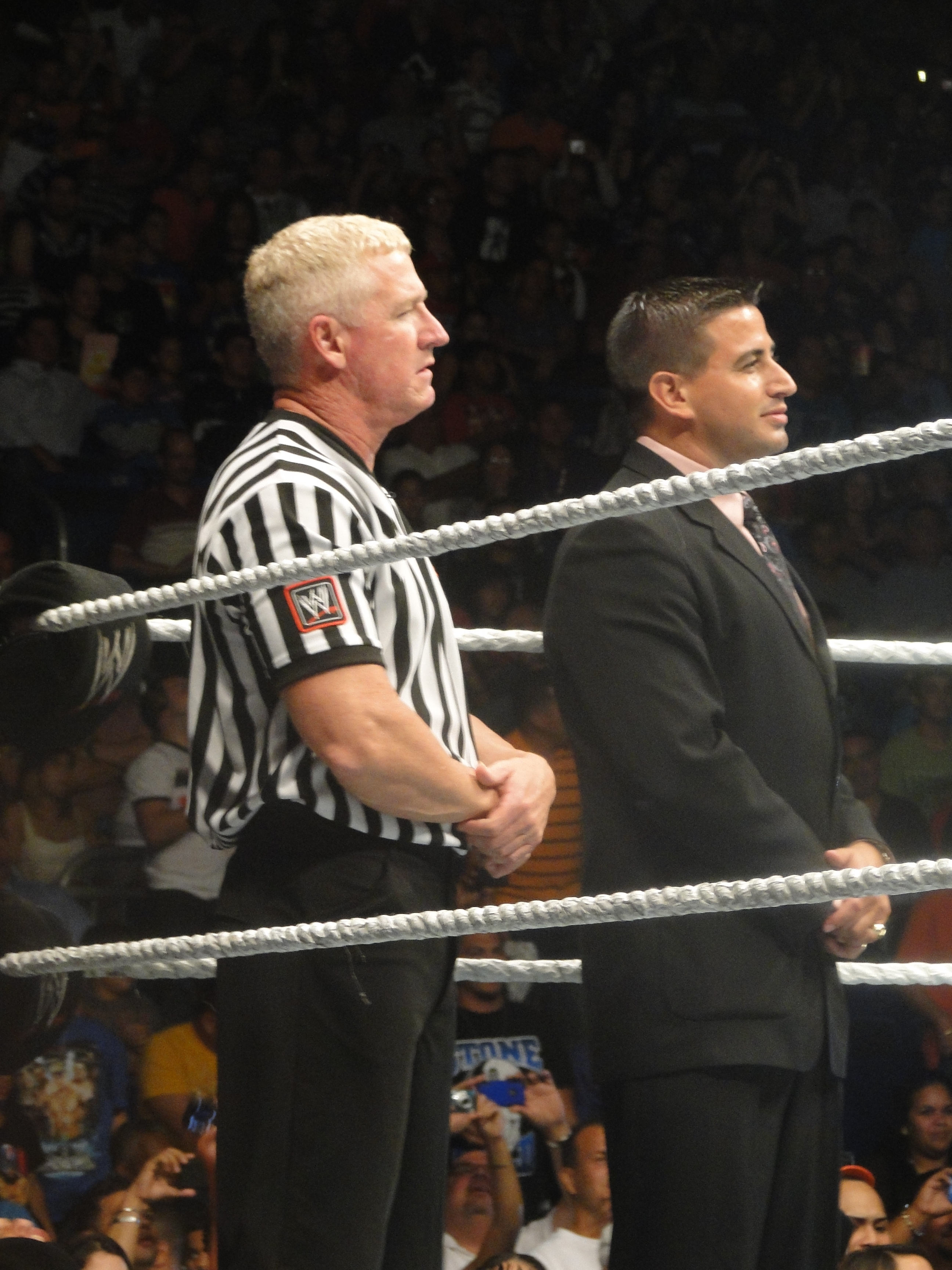
Scott Armstrong (à gauche) en 2011

Le 20 février 2011, Armstrong réapparaît à la WWE à l'occasion du pay-per-view Elimination Chamber, où il arbitre le main event. Il arbitre ensuite le match de l'Undertaker contre Triple H lors de WrestleMania XXVII, ainsi que celui opposant John Cena à CM Punk pour le Championnat de la WWE à Money in the Bank. Il fait son retour à Smackdown le 5 août 2011 pour arbitrer le match entre The Great Khali et Sheamus. Le 18 septembre 2011, à l'occasion de Night of Champions, il arbitre le match entre Triple H et CM Punk, durant lequel The Miz et R-Truth interviennent et l'agressent verbalement. Armstrong riposte en frappant The Miz au visage, avant de se faire passer à tabac par les deux catcheurs. À Night of Champions, il compte rapidement le tombé de Daniel Bryan sur Randy Orton qui devient le nouveau champion de la WWE. Le lendemain de Night of Champions à Raw, il est renvoyé de la WWE par le COO Triple H. De retour à Battleground 2013, il arbitre une partie du match pour le titre de la WWE vacant entre Randy Orton et Daniel Bryan. À Wrestlemania XXX, Triple H lui ordonnera de faire le tombé de Batista sur Daniel Bryan, puis plus tard, il sera assommé par Daniel Bryan et évacué avec The Authority.
Le 15 Avril 2020, la World Wrestling Entertainment annonce son licenciement en raison des restrictions d'effectif dues à la crise de COVID-19 dans le monde. Il effectue son retour en tant que producteurs en octobre 2020.

### Impact Wrestling (2022-...)
Le 12 août 2022, lors Emergence, il officie en tant qu'arbitre lors du match entre Jordynne Grace et Mia Yim pour le Impact Knockouts Championship.
Le 15 août 2022, il a été rapporté qu'il a également commencé à travailler en coulisses en tant que producteur.

## Palmarès
- Dixieland Championship Wrestling
  - DCW Heavyweight Championship (1 fois)[7]

- Georgia Championship Wrestling
  - NWA National Tag Team Championship (1 fois) – avec Bob Armstrong

- North Georgia Wrestling Association
  - NGWA Tag Team Championship (1 fois)

- NWA Wrestle Birmingham
  - NWA Wrestle Birmingham Tag Team Championship (1 fois) – avec Bob Armstrong

- Peach State Wrestling
  - PSW United States Tag Team Championship (1 fois, les derniers) - avec Mad Jack[7]

- Pensacola Wrestling Alliance
  - PWA Heavyweight Championship (1 fois)

- Southeastern Championship Wrestling
  - NWA Southeastern Tag Team Championship (1 fois) – avec Brad Armstrong
  - NWA Southeastern United States Junior Heavyweight Championship (5 fois)

- Southeastern Xtreme Wrestling
  - SXW Heavyweight Championship (1 fois)
  - SXW Impact Championship (1 fois)

- Tennessee Mountain Wrestling
  - TMW Tag Team Championship (1 fois) – avec Brad Armstrong[8]

- United Championship Wrestling
  - UCW Tag Team Championship (1 fois) – avec Bob Armstrong

- USA Wrestling
  - USA Junior Heavyweight Championship (2 fois)[7]

## Vie personnelle
Joseph est le fils aîné du catcheur Bob Armstrong. Il a trois frères, également catcheurs : Brad, Steve, et Brian. Il est marié et a deux enfants.
Entre 2001 et 2006, durant sa « période creuse » dans le catch, il a travaillé dans un magasin de meubles en tant que manager, à Pensacola en Floride.
En 2008, Joseph a aidé à lever des fonds pour le Zoo Northwest Florida (connu maintenant sous le nom de Gulf Breeze Zoo) après que ce dernier a été endommagé par l'ouragan Ivan.